# Monte Vettore
Monte Vettore er med en højde på 2.476 moh. det højeste bjerg i den italienske Nationalpark Monti Sibillini.
Det ligger omkring grænsen mellem regionerne Marche og Umbrien i bjergkæden Appenninerne.
Mellem toppen og Cima del Redentore ligger Lago di Pilato der er en lille gletsjersø i en lille lukket dal. 